# باتری سیلیکون-هوا
باتری‌های سیلیکون-هوا یک فناوری جدید باتری است که توسط تیمی به رهبری پروفسورEin-Eli در برنامه انرژی Grand Technion در Technion - مؤسسه فناوری اسرائیل ابداع شده‌است.
فناوری باتری سیلیسیم - هوا بر اساس الکترودهای اکسیژن و سیلیسیم است. چنین باتری‌هایی می‌توانند سبک‌وزن باشند، هم برای شرایط بسیار خشک و هم برای رطوبت بالا تحمل زیادی دارند. مانند دیگر باتری‌های آند هوا، به ویژه باتری‌های فلز-هوا، باتری‌های سیلیکون-هوا برای کاتدهای خود به اکسیژن اتمسفر اعتماد می‌کنند؛ بنابراین آنها هیچ کاتدی را در ساختار خود ندارند، و این اجازه می‌دهد تا از نظر هزینه و وزن صرفه جویی شود.
سلولهای تجربی با استفاده از الکترولیتهای مایع یونی در دمای اتاق بین ۱ تا ۱٫۲ ولت با تراکم جریان ۰٫۳ میلی‌آمپر در سانتی‌متر مربع سیلیسیم تولید کرده‌اند.

## تاریخچه
تنها گزارش تحقیقی در دسترس عموم توسط خالق آن، پروفسور عین الی انجام شده‌است. الی تحقیق در Technion - مؤسسه فناوری اسرائیل را با دیوید استاروسوستسکی، دانشجوی تحصیلات تکمیلی گیل کوهن از Technion، دیگبی مک دونالد از دانشگاه ایالتی پنسیلوانیا و ریکا هاگیوارا از دانشگاه کیوتو آغاز کرد. استدلال الی در مورد استفاده از سیلیسیم به عنوان پیل سوختی به دلیل انرژی خاص بالا، در دسترس بودن به عنوان منبع (هشتمین مورد در جهان، دومین مورد در پوسته زمین)، تحمل مکان‌هایی با رطوبت بالا و خواص غیر سمی است. آنها در آزمایشهای خود، با استفاده از محلولهای مختلف اکسیژن مایع، انرژی و ولتاژهای مختلف بالقوه را آزمایش کردند. نتایج و نظریه‌های آزمایشی باتری در سال ۲۰۰۹ در مجله Electrochemistry Communications بصورت آنلاین منتشر شد. این مورد توجه سازمانهایی مانند DARPA و پنتاگون قرار گرفت، جایی که آنها در حال حاضر روی استفاده نظامی از این باتری کار می‌کنند. باتری هنوز تحت تحقیق این سازمان‌ها است و برای استفاده تجاری در دسترس نیست.

## طراحی
منبع انرژی باتری با استفاده از مایع یونی معروف به ۱-اتیل-۳-متیل میدازولیوم الیگوفلوروهیدروژنات (EMI·2.3HF·F) طبقه‌بندی شده در مقاله به عنوان مایع یونی دمای اتاق (RTIL) و ویفرهای حاوی مقادیر زیاد سیلیسیم. ویفرها به عنوان آند (منبع سوخت) و RTIL به عنوان الکترولیتی عمل می‌کنند که ویفرها را به انرژی قابل استفاده تبدیل می‌کند. در حالت غیرفعال، RTIL ویفرها را با سرعت کم حل می‌کند زیرا هیچ نیمه رسانایی برای سرعت بخشیدن به واکنش وجود ندارد. RTIL پس از استفاده سریعتر واکنش نشان داده و ویفرهای سیلیکونی را که باعث تولید انرژی برای استفاده در هر الکترونیکی می‌شود، حل می‌کند. باتری فاقد کاتد داخلی است که اکثر باتری‌ها برای تعادل شارژ آند استفاده می‌کنند. در عوض، غشای باتری به اکسیژن جو اجازه می‌دهد تا از طریق آن جریان یابد و مانند کاتد عمل می‌کند.

## فناوری (SPECTER) برای کاربرد نظامی
فناوری CMOS مهندسی شده با ستون استرس آماده خود تخریب شونده (SPECTER) تحت تحقیق DARPA و SRI است. این بر اساس یک باتری سیلیکون هوا با یک ویژگی اضافه شده‌است: در تجهیزاتی که دشمن نمی‌تواند توانایی سودآوری از دستگاه‌های گرفته شده یا اطلاعاتی را که باید از چنین دستگاه‌هایی به دست آورد را تکذیب کند. یک باتری SPECTER می‌تواند با از بین بردن خود در کنار دستگاهی که به آن سیگنال می‌زند، به سیگنال کشتن پاسخ دهد. این مورد بیشتر مورد توجه بالقوه در کاربردهای نظامی قرار می‌گیرد.

## ظرفیت ذخیره
ظرفیت ذخیره‌سازی باتری بسیار باتری باتری آلومینیوم و هوا قابل مقایسه است. انرژی ویژه باتری سیلیسیم-هوا 8470 Wh/kg و چگالی انرژی حدود. 2109.0 Wh/l برآورد شده‌است. ولتاژ باتری ۱–۱٫۲ ولت است. با استفاده از یک سیستم جریان الکترولیت اختصاصی، می‌توان زمان تخلیه بیش از ۱۰۰۰ ساعت را برای الکترولیت‌های آبی به دست آورد، که ۱۰۰٪ استفاده از آند سیلیکون را امکان‌پذیر می‌کند.

## برنامه‌های کاربردی
یکی از زمینه‌های ویژه امیدوارکننده برای استفاده از باتری‌های سیلیسیم - هوا، تأمین نیرو در دستگاه‌های پزشکی در مقیاس کوچک مانند پمپ‌های دیابتی و سمعک است که در آن شارژ آن ها خسته کننده و یک عیب محسوب می شود.
ماهیت باتری سیلیکون هوا آن را به ویژه برای آب و هوای مرطوب مانند مناطق گرمسیری آسیا یا آمریکا مناسب می‌کند.
تحقیقات در مورد تولید باتری‌های سیلیکون هوا برای کاربردهای روزمره در حال انجام است. بعنوان مثال می‌توان به برق مصرفی لوازم الکترونیکی مانند لپ تاپ و تلفن اشاره کرد.
تلاش‌ها برای توسعه سیستم‌های قابل استقرار و مقیاس پذیر مبتنی بر فناوری Silicon-Air بی‌نتیجه است.